# Winona County
Winona County is een county in de Amerikaanse staat Minnesota.
De county heeft een landoppervlakte van 1.622 km² en telt 49.985 inwoners (volkstelling 2000). De hoofdplaats is Winona.

## Bevolkingsontwikkeling

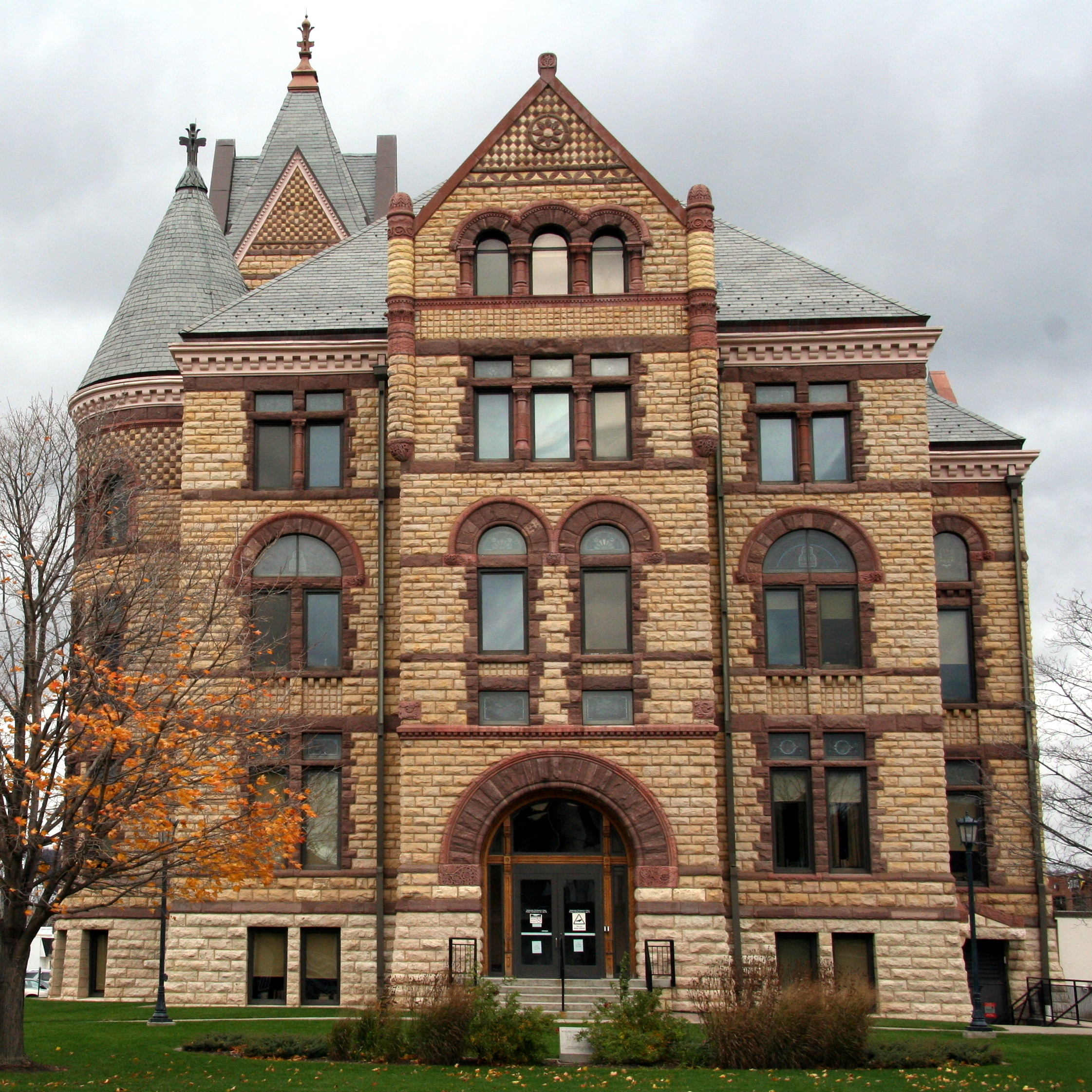
Winona County Courthouse